# Чудинівці
Чуди́нівці — село в Україні, у Хмільницькій міській громаді Хмільницького району Вінницької області. Населення становить 258 осіб.
Чудинівці - неймовірно мальовниче село на Поділлі яке розташоване на березі річки Південний Буг у Вінницькій області. 
Назва села Чудинівці за переказами місцевих жителів походить від слова "чудиться / чудитися". Село Чудинівці мало багато легенд та розповідей. Мавки, перевертні, гігантські соми убивці, відьми, чаклуни та багато чого іншого - це все про Чудинівці.
З однієї сторони село огортається стародавнім лісом, з іншої сторони безмежними полями. Село навпіл поділяє річка Південний Буг. Лівобережна частина села у народі називалася "Забужжям". У цій частині села розташовувалось усе робітниче виробництво: "колгосп", "тік" "конюшня" та інші подібні будови. Правобережна частина села у народі називалася "Центром", а найчастіше "На селі". У цій частині села розташовувались адміністративні будови. Сільська рада, клуб, школа, церква, магазин (кооперація), та інші будови. Ще далі ближче до лісу розташовувалось кладовище. 
Перейшовши міст через Буг, до центру села (сільська рада / клуб) можна було дістатися повернувши праворуч - "дорогою", або ліворуч піднімаючись по неймовірно круті та високій скелі. У підніжжя цієї високої скелі, било ключем справжнє джерело із дуже смачною водою. Потічок із джерела впадав у річку Південний Буг.
Якщо стояти на мості лицем за напрямком течії річки Південний Буг то можна побачити великі камені. На цих каменях збиралися люди з усіх Чудинівець аби прати власні речі, у цей час діти купалися, бавилися  та допомагали дорослим. Перейшовши міст (на правий берег), можна було дістатися до неймовірно гарного лугу. Пройшовши луг далі поруч із високими скелями які знаходяться ліворуч, ми можемо дістатися до місця де колись стояв стародавній водяний млин. 
Село Чудинівці було багатим селом у якому проживало багато людей.
У правобережній частині села стояла дуже глибока кам'яна криниця. Яка колись мала - "журавля".
Повір'я 1: У лісі жили величезні вовки перевертні. На оде із релігійних свят, щороку вони приходили у село і цілу ніч ходили по селі вбиваючи худобу птицю та інколи і людей. Люди замикалися у хатах і ніхто до ранку не виходив із власних домівок. Люди вважали що це хтось із місцевих чоловіків ішов до лісу, чекав темряви та змінював свій образ, на образ "вовка-перевертня" та чинив свої справи перевертня. Усі хотіли дізнатися кого із сусідських чоловіків у цю ніч немає вдома. Але як же ж дізнатися, якщо неймовірно страшно вийти на вулицю.
Повір'я 2: На свято Івана Купала чоловікам не можна було ходити на луг не кажучи про те, аби підходити близько до річки, особливо в туман. Русалки з мавками водилися на тому лузі і усіх чоловіків затягували у воду.
Багато інших легенд та переказів можна було почути від жителів цього мальовничого села.
Мешканці села мають багатий фольклор та традиції. Христуватися на Паску, колядувати на Різдво, зняти ворота у неодруженої дівчини на Свято Андрія та багато інших традицій. Заспівати пісень, розповісти народні прикмети, повір'я, приказки.
Під час голодоморів багато жителів села загинули. По селі ходили комісари та відбирали усе що могло допомогти вижити. Усі продукти, худобу, птицю. Щоденно по селі від "Забужжя" через міст до "Центру" їздила "підвода" з кіньми і збирала людей які померли від голоду. Де ховали загиблих людей - невідомо.
У другу світову війну через Чудинівці проходила лінія оборони радянського союзу. Досі збереглися декілька бетонних, оборонних споруд (ДОТ, ДЗОТ). Оборонні споруди будувалися із бійницями у сторону заходу, а війська нацистської Німеччини окупували село Чудинівці прийшовши з півночі. У день окупації діти із села пасли худобу на лузі. Солдати окупаційних військ нацистської Німеччини, ходили на лівому березі навпроти лугу, на височині між берізками. Побачивши дітей окупаційні війська відкрили вогонь із автоматичної зброї по дітям та худобі яка паслася на лузі. Діти-пастухи стрімголов кинулися бігти у сторону села. Через годину село Чудинівці було окуповане нацистською Німеччиною.
У лісі вели свою діяльність повстанці у різні історичні часи. Від козацьких до сучасних часів.
У лісі стоїть невеличка лісова криничка (приблизно між Чудинівцями та Лозовою). Коли літо було посушливим, проводилися Богослужіння біля цієї кринички і в цей самий день завжди розпочинався сильний дощ.

## Історія
1 листопада 1921 р. під час Листопадового рейду через Чудинівці проходила Подільська група (командувач Михайло Палій-Сидорянський) Армії Української Народної Республіки. Тут вона захопила у полон 17 московських кіннотників. 16 з них було розстріляно, а один втік до річки.
12 червня 2020 року, відповідно до Розпорядження Кабінету Міністрів України № 707-р, «Про визначення адміністративних центрів та затвердження територій територіальних громад Вінницької області», увійшло до складу Хмільницької міської громади.
19 липня 2020 року, в результаті адміністративно-територіальної реформи і ліквідації колишнього Хмільницького району(1923-2020), село увійшло до складу новоутвореного Хмільницького району.